# Морз (Техас)
Морз (англ. Morse) — переписна місцевість (CDP) в США, в окрузі Генсфорд штату Техас. Населення — 157 осіб (2020).

## Географія
Морз розташований за координатами 36°3′57″ пн. ш. 101°28′37″ зх. д. / 36.06583° пн. ш. 101.47694° зх. д. (36.065960, -101.476925).  За даними Бюро перепису населення США в 2010 році переписна місцевість мала площу 1,43 км², уся площа — суходіл.

## Демографія
Згідно з переписом 2010 року, у переписній місцевості мешкало 147 осіб у 58 домогосподарствах у складі 44 родин. Густота населення становила 103 особи/км².  Було 69 помешкань (48/км²).
Расовий склад населення:
| - 92,5 % — білих - 0,7 % — чорних або афроамериканців - 5,4 % — осіб інших рас |

До двох чи більше рас належало 1,4 %. Частка іспаномовних становила 30,6 % від усіх жителів.
За віковим діапазоном населення розподілялося таким чином: 25,9 % — особи молодші 18 років, 59,8 % — особи у віці 18—64 років, 14,3 % — особи у віці 65 років та старші. Медіана віку мешканця становила 46,8 року. На 100 осіб жіночої статі у переписній місцевості припадало 119,4 чоловіків;  на 100 жінок у віці від 18 років та старших — 105,7 чоловіків також старших 18 років.
Середній дохід на одне домашнє господарство  становив 75 958 доларів США (медіана — 65 000), а середній дохід на одну сім'ю — 83 730 доларів (медіана — 80 250). Медіана доходів становила 40 000 доларів для чоловіків та 42 083 долари для жінок. За межею бідності перебувало 19,4 % осіб, у тому числі 44,9 % дітей у віці до 18 років та 0,0 % осіб у віці 65 років та старших.
Цивільне працевлаштоване населення становило 116 осіб. Основні галузі зайнятості: сільське господарство, лісництво, риболовля — 25,0 %, освіта, охорона здоров'я та соціальна допомога — 23,3 %, транспорт — 16,4 %, оптова торгівля — 12,9 %.